# Phạm Nguyên Sa
Phạm Nguyên Sa (sinh ngày 17 tháng 1 năm 1989) là một cầu thủ bóng đá chuyên nghiệp người Việt Nam hiện đang thi đấu ở vị trí tiền vệ phòng ngự cho câu lạc bộ V.League 1 SHB Đà Nẵng.

## Sự nghiệp câu lạc bộ

### Than Quảng Ninh
Kết thúc mùa giải 2016, Nguyên Sa chia tay câu lạc bộ SHB Đà Nẵng. Anh đã ký hợp đồng 3 năm với câu lạc bộ Than Quảng Ninh trước khi mùa giải 2017 bắt đầu.

### SHB Đà Nẵng
Kết thúc mùa giải 2021, Vì Than Quảng Ninh thiếu tiền lương thưởng và lót tay cho các cầu thủ trong đó Nguyên Sa dẫn đến clb dừng hoạt động 1 năm và thanh lý hợp đồng toàn bộ các cầu thủ, Nguyên Sa cũng nằm trong số đó và vào ngày 12 tháng 9 năm 2021, Zing xác nhận anh sẽ chuyển đến đội bóng cũ SHB Đà Nẵng.

## Thi đấu quốc tế

### Đội tuyển quốc gia
Tính đến ngày 22 tháng 3 năm 2012
| Đội tuyển quốc gia Việt Nam | Đội tuyển quốc gia Việt Nam | Đội tuyển quốc gia Việt Nam |
| Năm                         | Số trận                     | Bàn thắng                   |
| --------------------------- | --------------------------- | --------------------------- |
| 2012                        | 5                           | 0                           |
| 2013                        | 2                           | 0                           |
| Tổng cộng                   | 88                          | 4                           |